# Bundesautobahn 293
Die Bundesautobahn 293 (Abkürzung: BAB 293) – Kurzform: Autobahn 293 (Abkürzung: A 293) – ist eine Stadtautobahn, die weitestgehend auf dem Gebiet der Stadt Oldenburg verläuft, in ihrem nördlichsten Abschnitt allerdings im Ammerland liegt. Gemeinsam mit der A 28 und der A 29 ermöglicht die A 293 eine „Umrundung“ Oldenburgs auf Autobahnen.

## Verlauf
Die A 293 zweigt am Dreieck Oldenburg-West von der A 28 ab und geht am Kreuz Oldenburg-Nord in die A 29 und in die B 211 über. Erstere führt nach Wilhelmshaven, letztere über Loy nach Brake. Fahrzeuge aus der Gegenrichtung werden mit den westlichen Stadtteilen Oldenburgs, dem westlichen und südlichen Ammerland, den nördlichen Teilen des Oldenburger Münsterlandes und des Emslandes sowie mit Ostfriesland verbunden.
An der Abfahrt Oldenburg-Nadorst zweigt die Nordtangente ab. Die Nordtangente verbindet die Stadtteile Ohmstede und Nadorst mit der A 28 und der A 29.

## Geschichte
Der Abschnitt zwischen dem Dreieck Oldenburg-West und der Anschlussstelle Oldenburg-Nadorst verläuft auf der Trasse der ehemaligen Bundesstraße 69, die zweistreifig und nicht kreuzungsfrei ausgebaut war. Der nördliche Abschnitt zwischen Oldenburg-Nadorst und dem Kreuz Oldenburg-Nord wurde auf einer neuen Trasse gebaut. Dadurch wurden die Nadorster Straße und die Wilhelmshavener Heerstraße in Oldenburg, auf denen früher die B 69 die Stadt Oldenburg verließ und die heute parallel zur A 293 verlaufen, vom Durchgangsverkehr entlastet.